# Golden Rule
Golden Rule è il settimo album in studio del gruppo musicale australiano Powderfinger, pubblicato nel 2009.

## Tracce
1. El Camino de la Muerte – 0:42
2. All of the Dreamers – 3:36
3. Burn Your Name – 3:52
4. A Fight About Money – 5:06
5. Sail the Wildest Stretch – 4:09
6. Poison in Your Mind – 2:47
7. Iberian Dream – 4:19
8. Jewel – 2:57
9. Think It Over – 4:20
10. Awake – 4:22
11. Stand Yourself – 3:52
12. Golden Rule – 4:51

Tracce bonus iTunes
1. See You Again – 3:44
2. See Me Coming – 3:27

CD Live Bonus
1. Waiting for the Sun – 5:40
2. My Kind of Scene – 6:12
3. Nobody Sees – 4:44
4. Sweetlip – 4:02
5. Bless My Soul – 5:48
6. Lost and Running – 4:23
7. JC – 3:29
8. Trading Places – 6:41
9. These Days – 5:52